# 吴林志
吴林志，哈尔滨工业大学教授，主要从事电磁波、声波及弹性波的调控、功能梯度材料断裂力学等方面的研究工作。入选中华人民共和国教育部第八批"长江学者"特聘教授，曾就读于哈尔滨工业大学固体力学专业。